# Зернешть (Бузеу)
Зернешть, Зернешті (рум. Zărnești) — село у повіті Бузеу в Румунії. Входить до складу комуни Зернешть.
Село розташоване на відстані 113 км на північний схід від Бухареста, 17 км на північ від Бузеу, 91 км на захід від Галаца, 106 км на схід від Брашова.

## Населення
За даними перепису населення 2002 року у селі проживали 1133 особи, з них 1131 особа (99,8%) румунів. Рідною мовою 1131 особа (99,8%) назвала румунську.